# Rita Stenger
Rita Stenger (* 15. April 1976) ist eine österreichische Politikerin der Sozialdemokratischen Partei Österreichs (SPÖ). Seit dem 17. Februar 2020 ist sie Abgeordnete zum Burgenländischen Landtag. Am 20. November 2021 folgte sie Rainer Porics als Bürgermeisterin von Siegendorf nach.

## Leben
Rita Stenger begann nach der Matura am Oberstufenrealgymnasium Eisenstadt ein Studium an der Pädagogischen Hochschule in Eisenstadt, das sie als Bachelor of Education (BEd) abschloss. In Siegendorf wurde sie Direktorin der Neuen Mittelschule (NMS), bis 2020 leitete sie zwei Jahre lang interimistisch auch die Volksschule. Außerdem ist sie dort Obfrau der Ortsgruppe der Österreichischen Kinderfreunde und gehört dem Gemeinderat an.
Bei der vorgezogenen Landtagswahl im Burgenland 2020 kandidierte sie im Landtagswahlkreis 2 (Bezirk Eisenstadt-Umgebung, Eisenstadt und Rust) hinter Landesrätin Astrid Eisenkopf und Robert Hergovich auf dem dritten Listenplatz. Am 17. Februar 2020 wurde sie in der konstituierenden Sitzung der XXII. Gesetzgebungsperiode als Abgeordnete zum Burgenländischen Landtag angelobt, wo sie Mitglied des Sozialausschusses sowie des Umweltausschusses wurde. Im SPÖ-Landtagsklub fungiert sie als Bereichssprecherin für Volksgruppen und Familien.
Im Juni 2020 folgte sie Astrid Eisenkopf als Vorsitzende der SPÖ-Frauen im Bezirk Eisenstadt nach. Im Mai 2021 wurde sie als Nachfolgerin von Siegendorfs Bürgermeister Rainer Porics im Rahmen einer Klausur der Orts-SPÖ einstimmig als geschäftsführende Vorsitzende der Siegendorfer SPÖ vorgeschlagen. Am 20. November 2021 wurde Stenger vom Gemeinderat zur neuen Ortschefin gewählt.